# Gonzalo Bergessio
Gonzalo Rubén Bergessio (Córdoba Argentina, 20 de julho de 1984) é um futebolista argentino que atua como atacante. Atualmente defende o Nacional.

## Carreira
É um produto das escolas do Platense, clube pelo qual se estreou na primeira equipa com apenas 17 anos. Rapidamente deu nas vistas, mas a sua afirmação ocorreu entre 2003 e 2005, apontando 23 golos em duas épocas na D3 argentina. Esse facto despertou o interesse na sua aquisição por parte de vários clubes da divisão maior do futebol argentino optando por uma proposta do Instituto Córdoba, clube da sua cidade natal.
A nível individual a sua temporada de estreia na D1 argentina foi muito positiva apontando 6 golos em 37 partidas, 35 das quais como titular, mas em termos colectivos o Instituto não conseguiu evitar a descida de divisão. Contudo, as suas boas exibições levaram-no a rumar ao Racing Avellaneda, onde foi o grande destaque do time na temporada 2006–07, isto apesar do desempenho coletivo irregular do conjunto. Ganhou a alcunha de Lavandina (Lixívia em português), por ser “branco como a neve”.
Bergessio assinou por um período de cinco anos pelo Benfica no verão de 2007, mas teve alguma dificuldade em impor-se no plantel, o que levou a que na reabertura de mercado ("mercado de inverno") da época o jogador fosse dispensado.
Em 2008 voltou à Argentina para jogar pelo San Lorenzo. Apesar da curta passagem, entrou para a galeria dos heróis do time na Taça Libertadores da América daquele ano: o clube perdia por 2 a 0 para o River Plate, em um duelo caseiro pelas quartas-de-final, com dois jogadores a menos e no estádio do oponente. Bergessio fez os dois gols que empataram a partida, resultado que classificou sua equipe às semifinais e alimentando o sonho da inédita conquista do torneio (O San Lorenzo veio a conquistar posteriormente a Libertadores de 2014) justamente no ano do centenário da mesma. Porém, a futura campeã LDU Quito a eliminou nas semifinais. Bergessio esteve perto de faturar também o Clausura, mas o Boca Juniors levou a melhor no triangular final que envolveu também o Tigre.
No início da época 2009/2010, ele regressou ao futebol europeu para representar o Saint-Étienne, do campeonato francês.. Após uma boa passagem pelo clube francês, foi negociado com o Catania, da Itália.

## Estilo de jogo
Trata-se de um atacante que joga como unidade solta do ataque estando habituado a alinhar em 4-4-2 ou 3-4-1-2, aparecendo com igual facilidade aberto nas alas, a romper em diagonais ou de trás para a frente, como também a aparecer na área como um centroavante de área. Assim, pode desempenhar várias funções: a sua posição natural é a de avançado mas pode também atuar como extremo ou segundo avançado.

## Títulos
Nacional
- Campeonato Uruguaio: 2019, 2020
- Supercopa Uruguaya: 2019